# Patto di Varsavia
Il Patto di Varsavia del 1955, detto anche Trattato di Varsavia (in russo Варшавский договор?, Varšavskij dogovor) ed ufficialmente Trattato di amicizia, cooperazione e mutua assistenza (in russo Договор о дружбе, сотрудничестве и взаимной помощи?, Dogovor o družbe, sotrudničestve i vzaimnoj pomošči), è stato un'alleanza militare tra gli Stati socialisti del blocco orientale nata come reazione al riarmo e all'entrata nella NATO della Repubblica Federale Tedesca nel maggio dello stesso anno.
Per trentasei anni, la NATO e il Patto di Varsavia non si sono mai scontrati direttamente in Europa: gli USA e l'URSS, assieme ai rispettivi alleati, implementarono politiche strategiche mirate al contenimento dell'avversario sul territorio europeo, mentre lavoravano e combattevano per l'influenza sul piano internazionale, la guerra del Vietnam, il conflitto arabo-israeliano, l'invasione della baia dei Porci, la guerra sporca, la guerra cambogiano-vietnamita e altri.

## Storia

### Tensioni tra Ovest ed Est per la sicurezza europea

Mappa delle zone di occupazione della Germania subito dopo la conclusione della seconda guerra mondiale.

Dopo la conferenza di Potsdam del 1945, il territorio della sconfitta Germania nazista venne diviso ad ovest della linea Oder-Neisse in quattro zone di occupazione amministrate da Unione Sovietica, Regno Unito, Stati Uniti e Francia.
Nell'aprile del 1949 Belgio, Canada, Danimarca, Francia, Islanda, Italia, Lussemburgo, Norvegia, Paesi Bassi e Portogallo, assieme al Regno Unito e agli USA, firmarono a Washington il Trattato del Nord Atlantico, conosciuto anche come Patto Atlantico, creando così la NATO, con lo scopo di istituire un'alleanza militare di tipo difensivo e prevenire la formazione di militarismi di carattere nazionalista.
Nel maggio 1949 sorse sull'area occidentale della Germania la Repubblica Federale Tedesca, seguita subito dopo dalla Repubblica Democratica Tedesca nella zona di occupazione sovietica a est.
Il 20 marzo 1952 i colloqui sulla possibile riunificazione tedesca, avviati a seguito della "Nota di Stalin", terminarono dopo che i rappresentanti occidentali insistettero su una Germania unita non neutrale e libera di unirsi alla Comunità europea di difesa (CED) e di riarmarsi.
Durante la conferenza di Berlino, tenutasi tra gennaio e febbraio del 1954, il ministro degli esteri sovietico Vjačeslav Molotov presentò alcune proposte per una possibile riunificazione tedesca ed elezioni per un governo pan-tedesco, a condizione del ritiro degli eserciti delle quattro potenze occupanti e della neutralità della Germania, ma queste furono rifiutate dai ministri John Foster Dulles (USA), Anthony Eden (UK) e Georges Bidault (Francia). Successivamente, Dulles incontrò a Parigi Eden, il cancelliere tedesco Konrad Adenauer ed il francese Robert Schuman, spingendo gli alleati ad evitare discussioni con i sovietici e di insistere con la CED.
Secondo lo storico statunitense John Lewis Gaddis, i Paesi occidentali erano inclini ad esplorare l'offerta dell'URSS. Lo storico Rolf Steininger ha affermato che la convinzione di Adenauer secondo cui "neutralizzazione significa sovietizzazione" era stato il principale fattore nel rifiuto delle proposte sovietiche ed il cancelliere tedesco occidentale temeva che la riunificazione avrebbe portato alla fine del predominio della sua Unione Cristiano-Democratica di Germania (CDU) nel Bundestag.
Molotov, temendo che la CED si sarebbe messa in futuro contro l'URSS e "cercando di prevenire la formazione di gruppi di Stati europei diretti contro altri Stati europei, propose un Trattato generale europeo sulla sicurezza collettiva in Europa "aperto a tutti gli Stati europei senza considerare i loro sistemi sociali", implicando l'unificazione della Germania e l'inutilità della CED. Tuttavia, Eden, Dulles e Bidault rifiutarono la proposta.

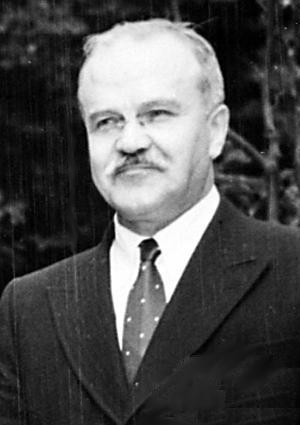
Vjačeslav Michajlovič Molotov

Un mese dopo, il Trattato europeo fu rifiutato non solo dai sostenitori della CED, ma anche dagli oppositori occidentali di quest'ultima (come il leader francese Gaston Palewski), ritenendolo "inaccettabile nella sua forma attuale perché esclude gli USA dalla partecipazione nel sistema di sicurezza collettivo in Europa". I Sovietici proposero quindi ai governi di USA, Regno Unito e Francia di accettare la partecipazione degli Stati Uniti nel proposto Accordo generale europeo Considerando anche il fatto che le potenze occidentali ritenessero l'offerta sovietica come "diretta contro il Patto Atlantico del Nord e favorevole alla sua liquidazione",. I Sovietici dichiararono la propria "disponibilità ad esaminare la questione della partecipazione dell'URSS nel blocco atlantico del nord assieme alle altre parti interessate", specificando che "l'ammissione degli USA nell'Accordo generale europeo non avrebbe influito sulla decisione delle tre potenze occidentali per l'ammissione dell'URSS nel Patto atlantico del nord".
Ogni proposta sovietica, incluso l'ingresso nella NATO, fu subito rifiutata dai governi occidentali. Emblematica fu la posizione di Hastings Lionel Ismay, segretario generale della NATO e fervente sostenitore della sua espansione, che si oppose alla domanda sovietica di far parte del Patto Atlantico, paragonandola alla "richiesta di un ladro impenitente di entrare nelle forze di polizia".
Nell'aprile del 1954 Konrad Adenauer fece la sua prima visita negli Stati Uniti per incontrare il presidente Dwight D. Eisenhower, il vicepresidente Richard Nixon e il ministro degli esteri Dulles. La ratifica del Comitato europeo di difesa fu rimandata, ma gli statunitensi dichiararono che essa sarebbe diventata parte della NATO.
Intanto, i francesi avevano ancora fresco il ricordo dell'occupazione nazista e continuavano a temere il riarmo della Germania. Il 30 agosto 1954 l'Assemblea nazionale rigettò il progetto CED, decretandone così il fallimento ed ostacolando gli Stati Uniti nell'associare le forze armate tedesche con l'ovest. Il Dipartimento di Stato statunitense iniziò ad elaborare piani alternativi: la Germania avrebbe dovuto essere invitata a far parte della NATO, altrimenti, in caso di ostruzionismo da parte dei francesi, sarebbero state implementate strategie differenti per scavalcare il veto francese e riarmare la Germania al di fuori della NATO.
Il 23 ottobre 1954, a nove anni dalla fine della seconda guerra mondiale in Europa, fu ufficialmente annunciato l'ingresso della Repubblica Federale Tedesca nella NATO. Nel novembre del 1954 l'Unione Sovietica richiese la creazione di un nuovo trattato sulla sicurezza europea come ultimo tentativo di evitare la nascita di una Germania Occidentale militarizzata e potenzialmente ostile, ma non ebbe successo.

### Fondazione

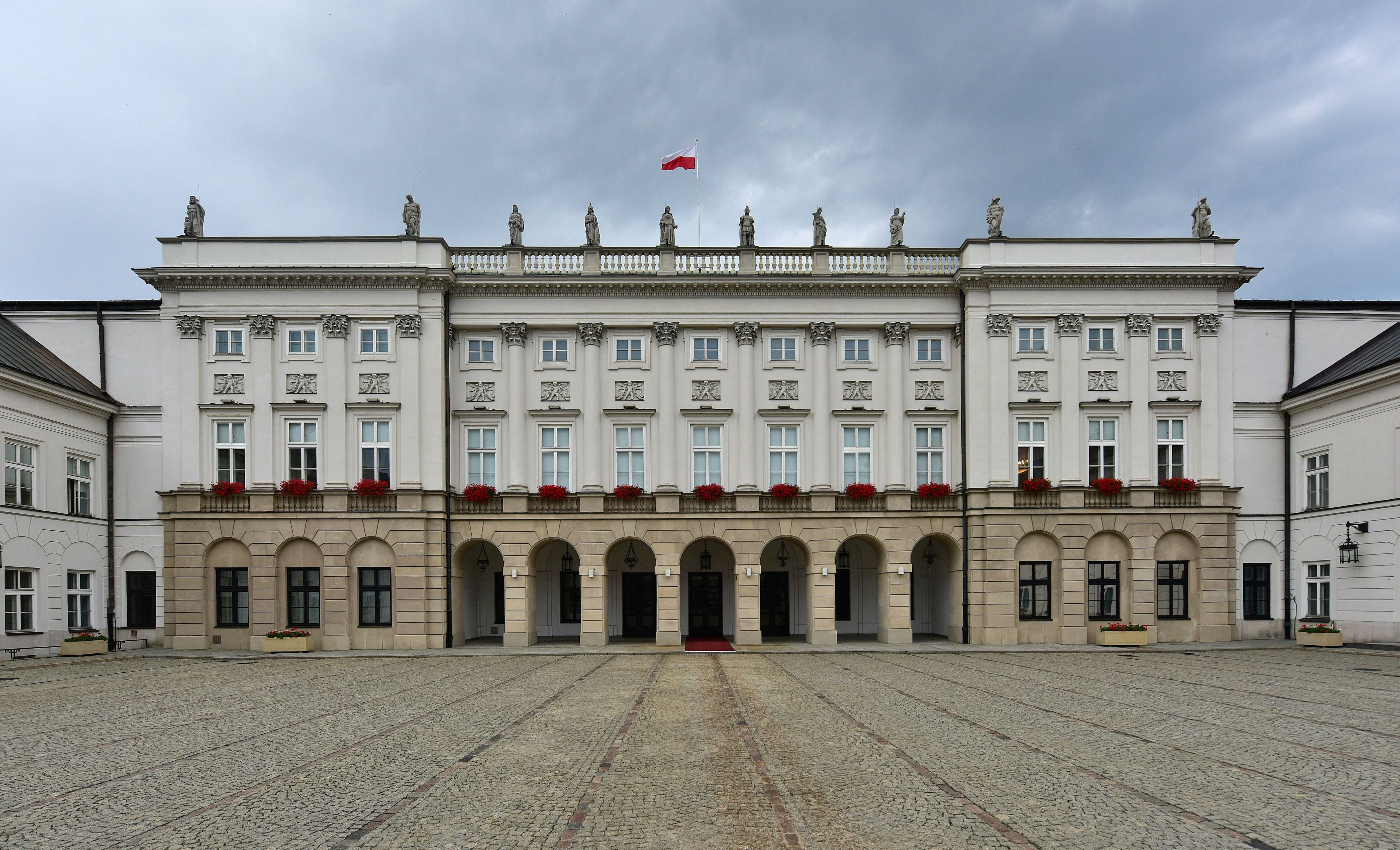
Il Palazzo presidenziale a Varsavia, Polonia, dove è stato firmato il trattato di Varsavia il 14 maggio 1955

Il 9 maggio 1955 la Repubblica Federale Tedesca entrò a far parte della NATO e tale evento fu descritto come "un decisivo punto di svolta nella storia del nostro continente" dal ministro norvegese degli affari esteri Halvard Lange. La possibilità di una nuova Germania riarmata generò timore nelle leadership della Repubblica Socialista Cecoslovacca, Repubblica Democratica Tedesca e Repubblica Popolare Polacca: i tre Stati si opposero fortemente alla ri-militarizzazione della Germania Ovest e cercarono di stipulare un patto di difesa reciproca. I leader dell'Unione Sovietica, come molti altri Paesi europei occidentali e orientali, temevano il ritorno della potenza militare tedesca e quindi di una minaccia diretta simile a quella rappresentata dai tedeschi subito prima della seconda guerra mondiale, il cui ricordo era ancora fresco nelle memorie dei Sovietici e degli Europei dell'est. Poiché l'URSS aveva già stipulato degli accordi bilaterali con gli Stati satellite, l'esigenza di un Patto venne considerata a lungo superflua.
Il 14 maggio 1955 l'Unione Sovietica, l'Albania, la Bulgaria, l'Ungheria, la Germania Est, la Polonia, la Romania e la Cecoslovacchia firmarono a Varsavia il "Trattato di amicizia, cooperazione e assistenza reciproca", noto in seguito come Patto di Varsavia. Nel preambolo del trattato si affermava che:
Учитывая вместе с тем положение, которое создалось в Европе в результате ратификации парижских соглашений, предусматривающих образование новой военной группировки в виде "западноевропейского союза" с участием ремилитаризуемой Западной Германии и с включением ее в Североатлантический блок, что усиливает опасность новой войны и создает угрозу национальной безопасности миролюбивых государств,
Будучи убеждены в том, что в этих условиях миролюбивые государства Европы должны принять необходимые меры для обеспечения своей безопасности и в интересах поддержания мира в Европе,
Руководствуясь целями и принципами Устава Организации Объединенных Наций,
В интересах дальнейшего укрепления и развития дружбы, сотрудничества и взаимной помощи в соответствии с принципами уважения независимости и суверенитета государств, а также невмешательства в их внутренние дела,
Tenendo conto, inoltre, della situazione creatasi in Europa in seguito alla ratifica degli accordi di Parigi, che prevedono la costituzione di un nuovo organismo militare sotto la forma di Unione dell'Europa Occidentale, che comportano la partecipazione della Germania occidentale rimilitarizzata e la sua integrazione nell'Organizzazione del Trattato dell'Atlantico del Nord, ciò che aumenta i rischi di una nuova guerra e crea una minaccia alla sicurezza nazionale degli Stati pacifici.
Convinti che, in tali condizioni, gli Stati pacifici dell'Europa debbano prendere le misure necessarie sia per garantire la loro sicurezza sia nell'interesse del mantenimento della pace in Europa.
Sotto la guida degli scopi e dei principi dello Statuto delle Nazioni Unite,
Nell'interesse di rafforzare e sviluppare ulteriormente l'amicizia, la cooperazione e l'assistenza reciproca in conformità ai principi del rispetto dell'indipendenza e della sovranità degli Stati, nonché della non interferenza nei loro affari interni,
Abbiamo deciso di concludere questo Trattato di amicizia, cooperazione e mutua assistenza e nominato i nostri delegati [...]»
(Trattato di amicizia, cooperazione e assistenza reciproca)
Gli otto paesi membri del Patto di Varsavia s'impegnarono nella mutua difesa nel caso di un attacco contro uno Stato membro. Formalmente, le relazioni tra i firmatari del Trattato furono basate sul non-intervento negli affari interni degli Stati membri, rispetto della sovranità nazionale e dell'indipendenza politica (accordi mai rispettati da parte dell'URSS). Come organo di controllo fu istituito il Comitato politico consultivo (in russo Политический консультативный комитет, ПКК?, Političeskij konsul’tativnyj komitet, PKK), formato dai delegati di ogni paese membro.

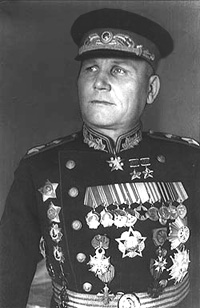
Il maresciallo Ivan Konev, il primo comandante supremo del Patto di Varsavia.

Il trattato, costituito da 11 articoli e redatto in russo, polacco, ceco e tedesco, entrò in vigore a partire dal 4 giugno 1955, quando tutti i paesi aderenti depositarono presso il governo polacco gli attestati di partecipazione all'organizzazione. Nonostante fosse un membro effettivo, l'Albania non partecipava alle sessioni del Patto.
Il trattato doveva essere rinnovato ogni venti anni, mentre per gli Stati contraenti che, entro un anno prima della scadenza fissata, non avessero presentato al governo della Repubblica popolare polacca la dichiarazione di rinuncia del Trattato, esso sarebbe rimasto in vigore per i successivi dieci anni. Il Patto di Varsavia non doveva essere sciolto fino a quando non fosse stato ratificato un Trattato comune europeo sulla sicurezza collettiva.
L'URSS permise successivamente alla Repubblica Democratica Tedesca di armarsi e fu creata la Nationale Volksarmee come corpo delle forze armate tedesche orientali per contrastare il riarmo della Germania Ovest.
Tra il 27 e il 28 gennaio 1956 si riunì per la prima volta il PKK e in tale occasione gli Stati del Patto di Varsavia presentarono varie proposte, tra cui la sostituzione dei gruppi militari esistenti in Europa con un sistema di sicurezza collettiva, la creazione di zone di limitazione militare e il controllo delle armi.
Nel Patto di Varsavia, l'Unione Sovietica aveva una preminenza sia a livello amministrativo sia decisionale. Dal punto di vista della catena di comando, la struttura militare dell'alleanza era guidata dal Comandante supremo del Patto di Varsavia, che era il responsabile dell'organizzazione, addestramento e schieramento delle forze a disposizione e che in caso di guerra avrebbe diretto operativamente le truppe. Durante tutto il periodo dell'alleanza, il comandante supremo era sempre un alto ufficiale sovietico; il primo comandante supremo del Patto fu il maresciallo Ivan Konev, uno tra i più famosi e prestigiosi ufficiali sovietici della seconda guerra mondiale. Il principale collaboratore del comandante supremo era il Capo di stato maggiore del Patto di Varsavia, scelto sempre tra gli ufficiali superiori sovietici.

### Guerra fredda
Patto di Varsavia
     NATO

Numero delle truppe nel 1973 delle nazioni di ogni blocco.
Patto di Varsavia
NATO

Nell'autunno del 1956 scoppiò nella Repubblica Popolare d'Ungheria un'insurrezione anti-sovietica e il primo ministro Imre Nagy annunciò l'uscita del Paese dal Patto di Varsavia, l'espulsione delle truppe sovietiche e l'instaurazione di un regime multipartitico. Temendo la diffusione di sentimenti antisovietici nel blocco orientale e lo sgretolarsi dello stesso, in seguito all'annuncio da parte di Radio Free Europe di un possibile intervento dell'esercito americano. L'URSS decise di invadere l'Ungheria, deporre il governo di Nagy e reprimere la rivolta Negli scontri, morirono circa 2 700 ungheresi, pro e contro la rivoluzione, e 720 soldati sovietici.
Nel 1958 il Comitato politico del Patto di Varsavia adottò a Mosca una dichiarazione con la quale fu proposta la firma di un patto di non aggressione con i Paesi della NATO.
Nel 1960 il Patto di Varsavia emise una dichiarazione con la quale gli Stati membri approvarono la decisione del governo sovietico di abbandonare unilateralmente i test nucleari, a condizione che anche le potenze occidentali facessero altrettanto, e chiesero la creazione di condizioni favorevoli per la redazione di un trattato per porre fine ai test sulle armi nucleari.
Nel luglio 1963 la Repubblica Popolare Mongola fece domanda per entrare nel Patto di Varsavia in base all'articolo 9 del trattato, ma, a causa dell'emergere della crisi sino-sovietica, la Mongolia rimase un membro osservatore.
Nel 1965 il Comitato politico del Patto si riunì a Varsavia per discutere sui piani riguardanti la creazione di forze nucleari multilaterali da parte della NATO e considerò delle misure di protezione in caso di attuazione di tali progetti.
Durante la riunione del PKK a Bucarest tra il 4 e il 6 luglio 1966, fu adottata la Dichiarazione sul rafforzamento della pace e della sicurezza in Europa (in russo Декларация об укреплении мира и безопасности в Европе?, Deklaracija ob ukreplenii mira i bezopasnosti v Evrope). Il programma presente nella dichiarazione prevedeva, in particolare, lo sviluppo di relazioni di buon vicinato tra tutti gli Stati europei sulla base dei principi di coesistenza pacifica tra Stati con diversi sistemi sociali, misure parziali per la distensione militare in Europa, il contrasto alla presenza di armi nucleari nella Germania Ovest e il riconoscimento di confini realmente esistenti in Europa. Il Patto di Varsavia propose inoltre la convocazione di una conferenza paneuropea sulle questioni relative alla sicurezza in Europa e alla cooperazione paneuropea. Intanto, nel 1966 il governo sovietico stipulò un accordo per stanziare le proprie truppe sul territorio mongolo.
Tra il 6 e il 7 marzo 1968 a Sofia, il PKK discusse riguardo alla non proliferazione nucleare e alla guerra del Vietnam, condannando l'intervento militare statunitense e rinnovando il sostegno del Patto di Varsavia alla lotta di liberazione condotta dai Viet Cong comunisti e dall'Esercito Popolare del Vietnam.

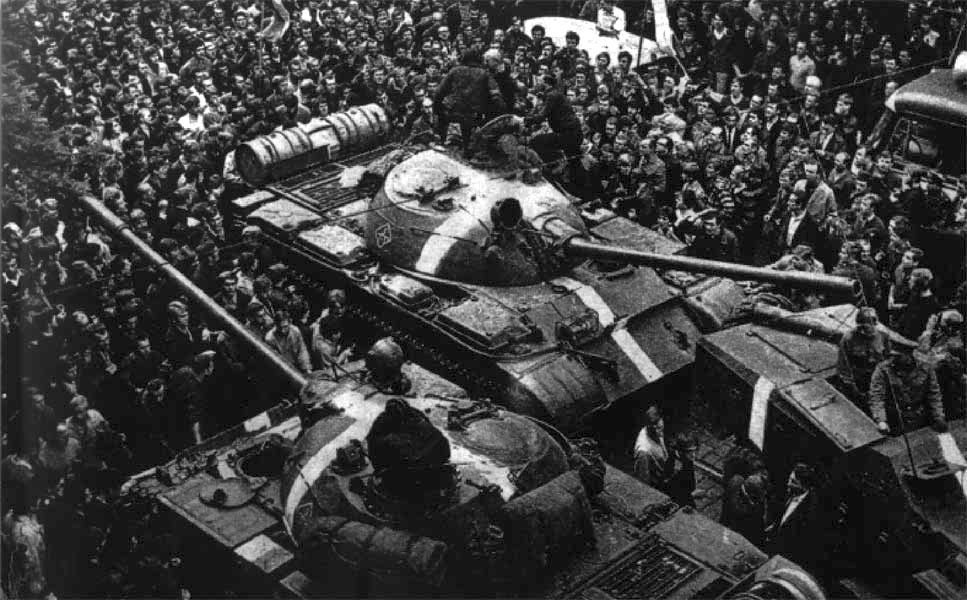
Carri armati sovietici, segnati con una croce bianca per distinguerli da quelli cecoslovacchi, per le vie di Praga durante l'Invasione della Cecoslovacchia da parte del Patto di Varsavia del 1968.

L'unica operazione congiunta e multinazionale delle forze armate socialiste è stata l'operazione Dunaj, ovvero l'invasione della Cecoslovacchia da parte del Patto di Varsavia nell'agosto 1968, per fermare la primavera di Praga e il processo di riforme del primo segretario del Partito Comunista Cecoslovacco Alexander Dubček. Tutti i Paesi membri del Patto presero parte all'invasione, ad eccezione della Repubblica Socialista di Romania e la Repubblica Popolare d'Albania, mentre la Repubblica Democratica Tedesca fornì un supporto minimo. L'invasione sovietica dimostrò chiaramente la politica che governava il Patto, ovvero la Dottrina Brežnev, secondo cui la possibile presenza di forze ostili al socialismo che avrebbero potuto deviare lo sviluppo dei Paesi socialisti verso il capitalismo, rappresentava un problema comune a tutti gli Stati socialisti. Dopo l'invasione della Cecoslovacchia, l'Albania si ritirò formalmente dal Patto, anche se aveva cessato di supportarlo attivamente fin dal 1961, avvicinandosi al contempo alla Cina.
Il 17 marzo 1969, il PKK si riunì a Budapest: oltre a considerare le questioni relative al rafforzamento e al miglioramento dell'organizzazione militare del Patto di Varsavia, fu prestata grande attenzione alle questioni di sicurezza europee e venne fatto un appello a tutti i paesi europei per la preparazione e lo svolgimento di una riunione paneuropea, con lo scopo di trovare una soluzione alla divisione dell'Europa, al frazionamento degli eserciti e per creare un solido sistema di sicurezza collettiva.
Negli anni settanta, il Patto di Varsavia si limitò prevalentemente ad esercitazioni militari e si concentrò in particolare sul costante coordinamento tra i servizi di intelligence dei Paesi membri: nel 1977, fu firmato il trattato sulla creazione del "Sistema di calcolo combinato dei dati sul nemico" SOUD (in russo Система объединённого учёта данных о противнике?, Sistema ob"edinënnogo učëta dannych o protivnike) per la signal intelligence. Il SOUD fu realizzato nel 1979 alla vigilia delle Olimpiadi di Mosca del 1980 e comprendeva i mezzi di ricognizione elettronica e spaziale anche di Vietnam, Mongolia e Cuba.

### Anni ottanta e scioglimento

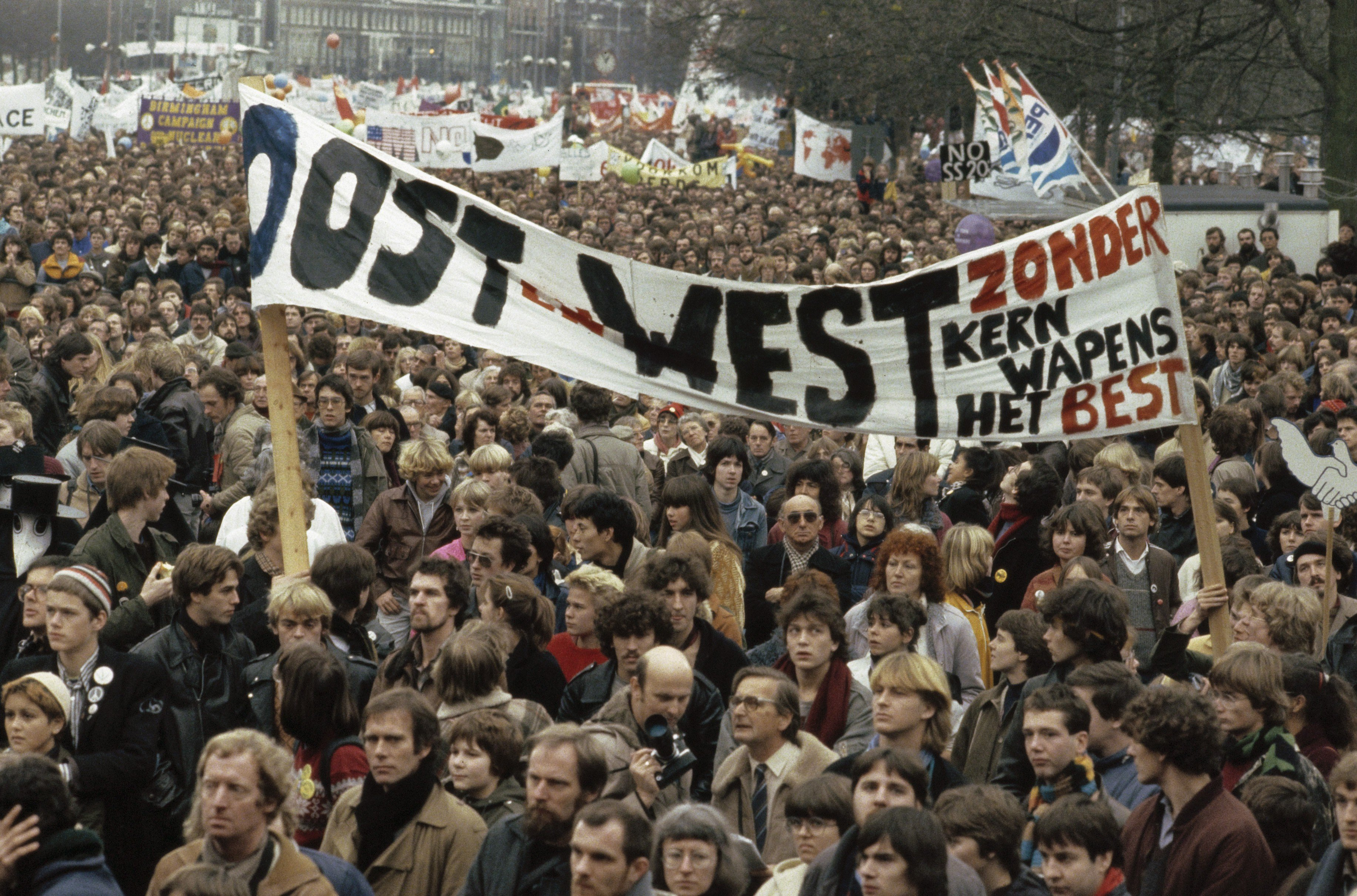
Proteste ad Amsterdam contro la corsa agli armamenti nucleari tra la NATO e il Patto di Varsavia, 1981

Dopo l'elezione di Ronald Reagan come presidente degli Stati Uniti d'America nel 1981, la tensione con i paesi del blocco orientale aumentò, in particolare dopo l'installazione di nuovi missili nell'Europa occidentale e il riaccendersi della corsa agli armamenti nucleari. Nel 1985 il Patto fu rinnovato per altri venti anni.
L'elezione nel 1985 di Michail Gorbačëv come segretario generale del PCUS e le politiche di liberalizzazione (perestrojka e glasnost') accesero sentimenti nazionalisti e provocarono instabilità nei regimi socialisti dell'Europa orientale. Nel dicembre 1988, Michail Gorbačëv, leader dell'Unione Sovietica, annunciò la cosiddetta dottrina Sinatra che sanciva l'abbandono della dottrina Brežnev e la libertà di scelta per le nazioni del blocco orientale. Quando fu chiaro che l'Unione Sovietica non avrebbe ostacolato qualsiasi tentativo di indipendenza e che quindi non avrebbe usato l'intervento armato per controllare le nazioni del Patto di Varsavia, si avviarono una serie di rapidi cambiamenti sociopolitici con le rivoluzioni del 1989: i governi di Polonia, Romania, Bulgaria, Ungheria e Cecoslovacchia furono tra i primi a cadere. Nello stesso anno, avvenne il crollo del muro di Berlino. Il 3 ottobre 1990 la Repubblica Democratica Tedesca venne sciolta e il suo territorio annesso alla Germania Ovest (o Repubblica Federale Tedesca), sancendo così la propria fuoriuscita dal Patto e dal Consiglio di mutua assistenza economica e l'ingresso nella NATO e nella Comunità economica europea.
Nel gennaio 1990 i vertici della NATO e del Patto di Varsavia si incontrarono per la prima volta insieme in occasione della Conferenza sulla sicurezza e la cooperazione in Europa, riunendosi successivamente per discutere sugli spazi aerei ed una possibile collaborazione. Nello stesso anno a Mosca fu discussa una possibile riforma del Patto di Varsavia e del suo ruolo nell'Europa orientale. Nello stesso anno, avvenne la riunificazione tedesca, con una Germania unita che, dopo lunghe trattative con l'Unione Sovietica e il Patto di Varsavia, poté entrare ufficialmente nella NATO.
Con il Patto di Varsavia ancora in vigore, Polonia, Cecoslovacchia e Ungheria parteciparono alla guerra del Golfo al fianco della coalizione USA con le operazioni Desert Shield e Desert Storm.
I nuovi governi dell'Europa orientale non erano più sostenitori del Patto. In seguito alla repressione militare in Lituania del gennaio 1991, Cecoslovacchia, Polonia e Ungheria annunciarono, attraverso il portavoce del presidente cecoslovacco Václav Havel, l'intenzione di uscire dal Patto di Varsavia entro il primo di luglio. Il 1º febbraio anche il presidente bulgaro Želju Želev annunciò l'intenzione di uscire dal Patto. Il 25 febbraio a Budapest i ministri degli esteri e della difesa dei sei Paesi (URSS, Cecoslovacchia, Polonia, Romania, Bulgaria e Ungheria) rimasti nell'organizzazione decisero lo scioglimento per il 31 marzo dell'Alto Comando Unificato e di tutti gli organismi militari dipendenti dal Patto. I ministri firmarono anche un documento di sei pagine che annullava tutti i trattati di reciproca assistenza in caso di aggressione, Il 1º luglio 1991 venne firmato a Praga il protocollo ufficiale per lo scioglimento del Patto di Varsavia, ponendo fine a 36 anni di alleanza militare con l'URSS. Nei mesi successivi iniziò il processo che porterà alla dissoluzione dell'Unione Sovietica il 26 dicembre 1991.

### Dopo il 1991
Tra gli anni novanta e duemila, la maggior parte degli ex-membri del Patto di Varsavia aderirono alla NATO e all'Unione europea.
| Stato      | Adesione alla NATO | Adesione all'UE    |
| ---------- | ------------------ | ------------------ |
| Albania    | 2009               | 2014 (candidatura) |
| Bulgaria   | 2004               | 2007               |
| Estonia    | 2004               | 2004               |
| Ungheria   | 1999               | 2004               |
| Lettonia   | 2004               | 2004               |
| Lituania   | 2004               | 2004               |
| Polonia    | 1999               | 2004               |
| Rep. Ceca  | 1999               | 2004               |
| Romania    | 2004               | 2007               |
| Slovacchia | 2004               | 2004               |

A partire dal 1994, gli Stati membri della Comunità degli Stati Indipendenti hanno aderito al Partenariato per la Pace promosso dalla NATO, mentre soltanto due ex membri hanno aderito al Membership Action Plan.
| Stato                                                                                  | Adesione al PPP  | Stretta collaborazione con la NATO |
| -------------------------------------------------------------------------------------- | ---------------- | ---------------------------------- |
| Armenia                                                                                | 5 ottobre 1994   |                                    |
| Azerbaigian                                                                            | 4 maggio 1994    |                                    |
| Bielorussia                                                                            | 11 gennaio 1995  |                                    |
| Georgia¹                                                                               | 23 marzo 1994    | Sì                                 |
| Kazakistan                                                                             | 27 maggio 1994   |                                    |
| Kirghizistan                                                                           | 1 giugno 1994    |                                    |
| Moldavia                                                                               | 16 marzo 1994    |                                    |
| Russia                                                                                 | 22 giugno 1994   |                                    |
| Tagikistan                                                                             | 20 febbraio 2002 |                                    |
| Turkmenistan²                                                                          | 10 maggio 1994   |                                    |
| Ucraina ³                                                                              | 8 febbraio 1994  | Sì                                 |
| Uzbekistan                                                                             | 13 luglio 1994   |                                    |
| ¹ Uscita dalla CSI nel 2009 ² Membro associato ³ Formalmente uscita dalla CSI nel 2018 |                  |                                    |

## Descrizione
Il Patto di Varsavia stabiliva un'alleanza di carattere difensivo tra le parti contraenti: agendo in conformità allo Statuto delle Nazioni Unite, i membri dell'alleanza promettevano di difendersi l'un l'altro in caso di aggressione, di consultarsi sulle questioni internazionali di interesse comune, di agire secondo il principio della non ingerenza e della sovranità nazionale, nonché di cooperare in missioni internazionali assieme ad altri Stati interessati al mantenimento della pace e della riduzione di ogni genere di arma di distruzione di massa. I Paesi aderenti al Patto dovevano inoltre impegnarsi a non partecipare a coalizioni né stipulare accordi i cui scopi erano contrari a quelli dichiarati nel Patto.

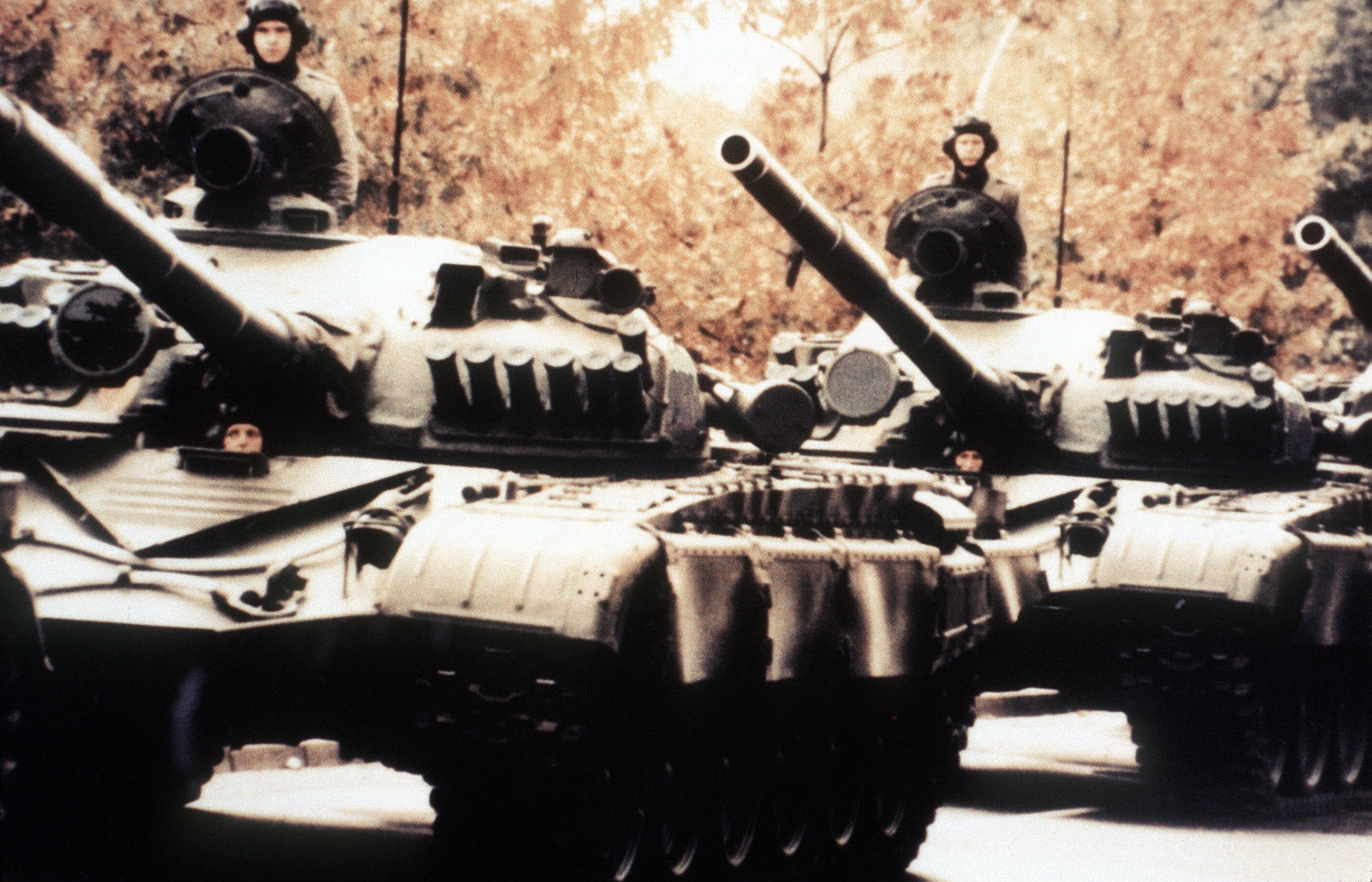
Carri armati T-72 di un reparto corazzato della Nationale Volksarmee della Repubblica Democratica Tedesca.

Тutte le nazioni aderenti contribuivano con importanti contingenti di truppe e equipaggiamenti; l'armamento in gran parte era fornito dall'Unione Sovietica e gli eserciti effettuavano regolari esercitazioni congiunte per migliorare la coesione e la collaborazione. Il principale punto di forza militare era costituito dall'Esercito sovietico, che era schierata in tutti i paesi del Patto, in particolare nella Repubblica Democratica Tedesca dove il Gruppo di forze sovietiche in Germania (GSVG) era costituito dalle formazioni più preparate e moderne dell'Armata Rossa ed era stato addestrato ad effettuare rapide manovre offensive con mezzi corazzati in caso di un eventuale conflitto armato con la NATO. Negli anni settanta e ottanta, il GSVG disponeva di quasi 8 000 carri armati di ultima generazione tra T-64, T-72 e T-80.
Tra il 1980 e il 1984, le forze militari del Patto di Varsavia raggiunsero la loro maggiore potenza numerica e organizzativa costituendo un complesso bellico in apparenza minaccioso e superiore quantitativamente allo schieramento della NATO. In particolare, le forze che l'Esercito sovietico schierava nei paesi alleati erano ben addestrate ed equipaggiate e disponevano di un numero elevato di carri armati moderni; altrettanto efficienti erano le formazioni tedesco-orientali della Nationale Volksarmee.
La fermezza e la determinazione degli eserciti del Patto di Varsavia non fu mai messa alla prova in un conflitto reale e l'alleanza mostrò la sua debolezza al momento del crollo dei regimi comunisti in Europa orientale nel 1989-1990 a seguito della spinta riformatrice e democratica promossa dalla dirigenza sovietica. Il patto giunse a termine il 31 marzo 1991 e fu ufficialmente sciolto durante un incontro tenutosi a Praga il 1º luglio dello stesso anno.

### Nome
La denominazione ufficiale era "Trattato di amicizia, cooperazione e assistenza reciproca" e veniva così tradotta nelle lingue dei vari paesi del Patto:
- in albanese Pakti i miqësisë, bashkpunimit dhe i ndihmës së përbashkët
- in bulgaro Договор за дружба, сътрудничество и взаимопомощ?, Dogovor za družba sătrudničestvo i vzaimopomošt
- in ceco Smlouva o přátelství, spolupráci a vzájemné pomoci
- in slovacco Zmluva o priateľstve, spolupráci a vzájomnej pomoci
- in polacco Układ o Przyjaźni, Współpracy i Pomocy Wzajemnej
- in romeno Tratatul de prietenie, cooperare și asistență mutuală
- in russo Договор о дружбе, сотрудничестве и взаимной помощи?, Dogovor o družbe, sotrudničestve i vzaimnoj pomošči
- in tedesco Vertrag über Freundschaft, Zusammenarbeit und gegenseitigen Beistand
- in ungherese Barátsági, együttműködési és kölcsönös segítségnyújtási szerződés

### Membri
La struttura comprendeva otto stati socialisti:
| Stato                                    | Partito                                                                                      | Forza armata                 | Ingresso | Uscita |
| ---------------------------------------- | -------------------------------------------------------------------------------------------- | ---------------------------- | -------- | ------ |
| Unione Sovietica                         | Partito Comunista dell'Unione Sovietica                                                      | Armata Rossa                 | 1955     | 1991   |
| Repubblica Socialista di Romania         | Partito Comunista Rumeno                                                                     | Armata Popolare Romena       | 1955     | 1991   |
| Repubblica Popolare di Bulgaria          | Partito Comunista Bulgaro                                                                    | Armata Popolare Bulgara      | 1955     | 1991   |
| Repubblica Popolare di Polonia           | Partito Operaio Unificato Polacco                                                            | Armata Popolare Polacca      | 1955     | 1991   |
| Repubblica Democratica Tedesca           | Partito Socialista Unificato di Germania                                                     | Armata Popolare Nazionale    | 1956     | 1990   |
| Repubblica Socialista Cecoslovacca       | Partito Comunista di Cecoslovacchia                                                          | Armata Popolare Cecoslovacca | 1955     | 1991   |
| Repubblica Popolare d'Ungheria           | Partito dei Lavoratori Ungheresi (1948-1956) Partito Socialista Operaio Ungherese (dal 1956) | Armata Popolare Ungherese    | 1955     | 1991   |
| Repubblica Popolare Socialista d'Albania | Partito del Lavoro d'Albania                                                                 | Armata Popolare Albanese     | 1955     | 1968   |

## Struttura

### Organi

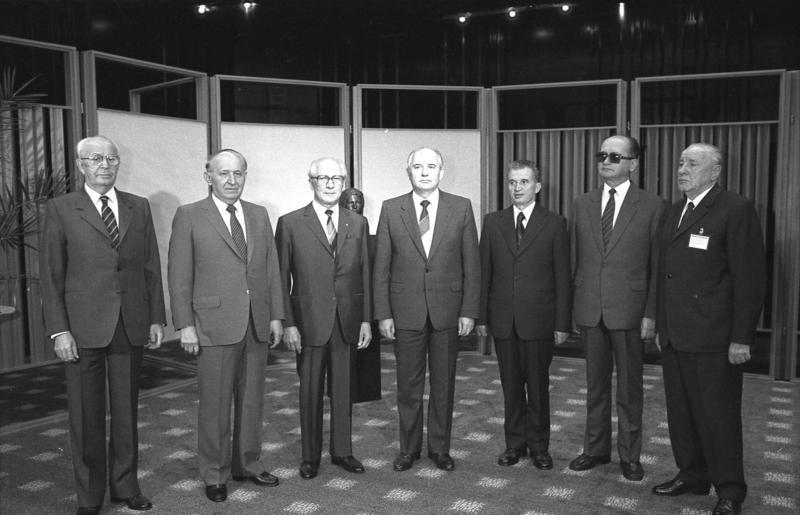
Vertice a Berlino Est dei sette rappresentanti dei Paesi del Patto di Varsavia nel maggio 1987. Da sinistra verso destra: Gustáv Husák (Cecoslovacchia), Todor Živkov (Bulgaria), Erich Honecker (RDT), Michail Gorbačëv (URSS), Nicolae Ceaușescu (Romania), Wojciech Jaruzelski (Polonia) e János Kádár (Ungheria).

Il Patto di Varsavia prevedeva la presenza di organi interni per il controllo e la cooperazione militare tra gli Stati membri:
- Il Comitato di controllo politico (in russo Политический консультативный комитет?, Političeskij konsul’tativnyj komitet) era l'organo collettivo più alto dell'organizzazione, creato per dirigere o indire consultazioni e per considerare le questioni relative all'attuazione del Patto di Varsavia.[43]
- Il Comando congiunto delle forze armate (in russo Объединённое командование вооружёнными силами?, Obʺedinënnoe komandovanie vooružënnymi silami) assicurava l'interazione e la cooperazione delle forze armate e rafforzava la capacità difensiva dei Paesi membri del Patto di Varsavia.[84]

### Quartier generale
Il quartier generale dell'organizzazione si trovava inizialmente a Mosca. Il 3 ottobre 1972, la stampa occidentale pubblicò per la prima volta la notizia che la leadership sovietica stava organizzando la costruzione di un complesso di strutture sotterranee fortificate con sistemi di comunicazioni vicino a Leopoli, RSS Ucraina. Questa misura avvicinò gli organi di governo dell'organizzazione ai confini della Polonia, della Cecoslovacchia, dell'Ungheria e della Romania, che in futuro avrebbero dovuto accelerare lo scambio reciproco di ufficiali delle forze armate.
Nel marzo 1973, le informazioni sul trasferimento del quartier generale del Patto da Mosca a Leopoli furono confermate dalla stampa estera. All'interno dei confini della città ucraina e nei sobborghi furono costruiti bunker sotterranei di cemento e rifugi antiatomici, dove dovevano essere situati gli organi di comando e controllo delle truppe del Patto di Varsavia. Secondo gli osservatori militari tedeschi occidentali, tale misura mirava a ridurre la lunghezza delle linee di comunicazione terrestri, con una risposta più rapida per ogni possibile attacco ed il ritorno veloce degli ordini di combattimento ai militari di stanza nell'Europa centrale in caso di vari tipi di incidenti militari o disordini civili interni.
Leopoli era un importante nodo dei trasporti grazie ad un'infrastruttura ferroviaria e una rete stradale sviluppate: attraverso di essa e le città vicine, passavano le più grandi autostrade che collegavano la parte europea dell'URSS con i paesi dell'Europa orientale. Successivamente, la decisione fu rivista e Mosca rimase il quartier generale, mentre Leopoli divenne sede di riunioni periodiche del personale di alto comando dell'organizzazione.

### Comandanti supremi delle forze armate congiunte

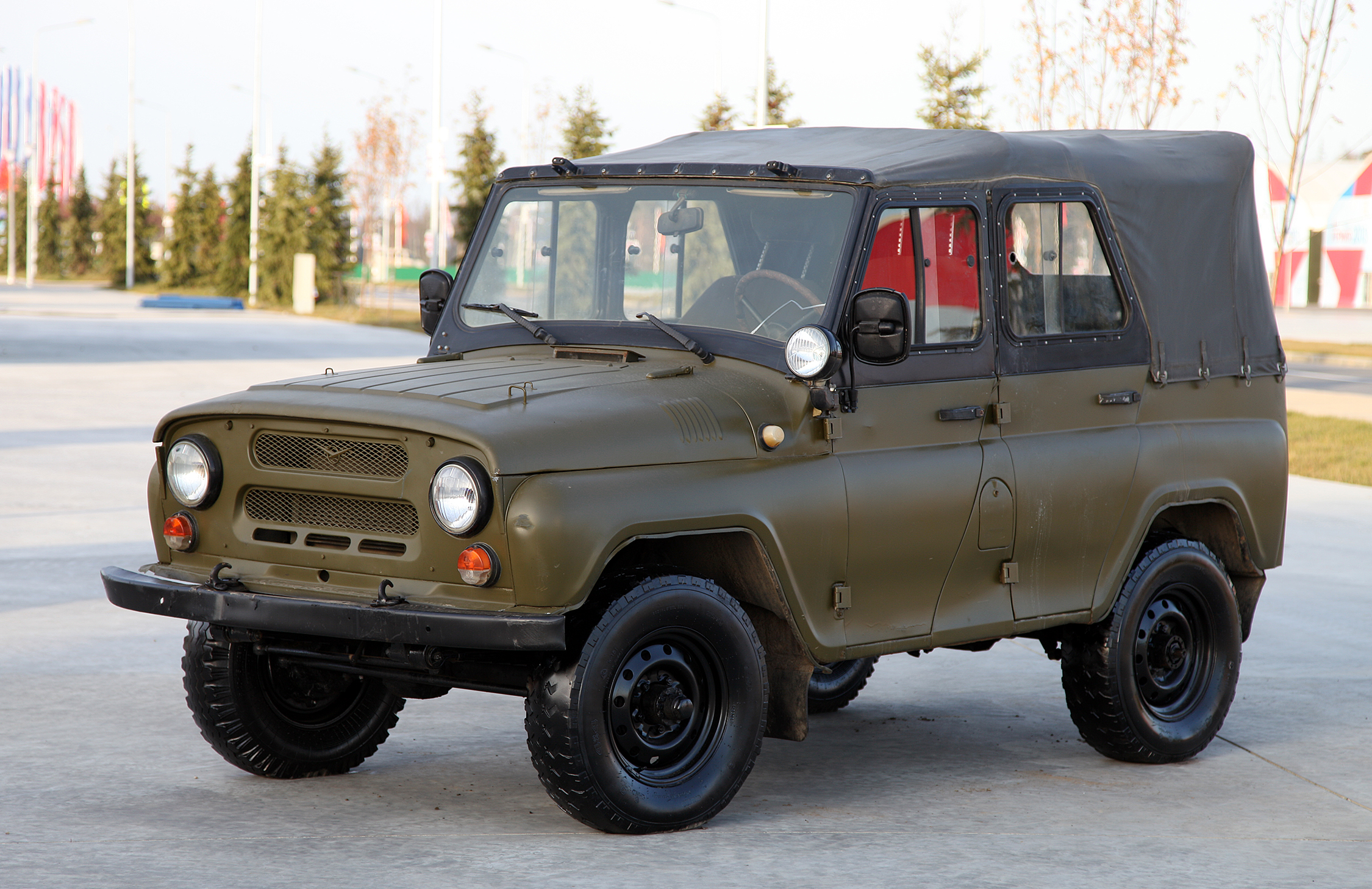
Il fuoristrada sovietico UAZ-469, utilizzato dalla maggior parte dei Paesi del Patto di Varsavia.

Dal 1955 al 1991, l'incarico di Comandante supremo del Patto di Varsavia è sempre stato affidato ad un ufficiale di alto rango dell'Armata Sovietica.
| Paese            | Ritratto                                           | Nome                        | Grado                             | Inizio incarico | Fine incarico |
| ---------------- | -------------------------------------------------- | --------------------------- | --------------------------------- | --------------- | ------------- |
| Unione Sovietica | Ivan Stepanovich Konev.jpg                         | Ivan Stepanovič Konev       | maresciallo dell'Unione Sovietica | 1955            | 1960          |
| Unione Sovietica | Andrei Grechko 6 (enlarged).jpg                    | Andrej Antonovič Grečko     | maresciallo dell'Unione Sovietica | 1960            | 1967          |
| Unione Sovietica | Генерал-майор И.И. Якубовский на улице Москвы.jpeg | Ivan Ignat'evič Jakubovskij | maresciallo dell'Unione Sovietica | 1967            | 1977          |
| Unione Sovietica | Куликов Виктор Георгиевич.jpg                      | Viktor Georgievič Kulikov   | maresciallo dell'Unione Sovietica | 1977            | 1989          |
| Unione Sovietica |                                                    | Pëtr Georgievič Lušev       | generale d'armata                 | 1989            | 1991          |

### Capi di stato maggiore delle forze armate congiunte
| Paese            | Ritratto                   | Nome                          | Grado             | Inizio incarico | Fine incarico |
| ---------------- | -------------------------- | ----------------------------- | ----------------- | --------------- | ------------- |
| Unione Sovietica | Aleksei Antonov 3.jpg      | Aleksej Innokent'evič Antonov | generale d'armata | 1955            | 1962          |
| Unione Sovietica |                            | Pavel Ivanovič Batov          | generale d'armata | 1962            | 1965          |
| Unione Sovietica | Mikhail Ilyich Kazakov.png | Michail Il'ič Kazakov         | generale d'armata | 1965            | 1968          |
| Unione Sovietica | Sergey Shtemenko 1.jpg     | Sergej Matveevič Štemenko     | generale d'armata | 1968            | 1976          |
| Unione Sovietica |                            | Anatolij Ivanovič Gribkov     | generale d'armata | 1976            | 1988          |
| Unione Sovietica | Vladimir Lobov 2.jpg       | Vladimir Nikolaevič Lobov     | generale d'armata | 1989            | 1991          |

## Esercitazioni ed operazioni militari
Le esercitazioni venivano svolte nei territori dei Paesi appartenenti al Patto di Varsavia, tra queste vi erano:
- Sovmestnye učenija bolgarskich i sovetskich vojsk v ijule 1958 goda (Совместные учения болгарских и советских войск в июле 1958 года, 1958)- prima esercitazione di rilievo attuata nell'ambito del Patto di Varsavia tra l'Unione Sovietica e la Bulgaria, prevalentemente nel Mar Nero.[87]
- Rodopy-67 (Родопы-67, 1967) - serie di esercitazioni militari attuate da URSS, Bulgaria e Romania tra il 20 ed il 27 agosto 1967 nel territorio bulgaro e nella parte occidentale del Mar Nero.[88][89]
- Dnepr-67 (Днепр-67, 1967) - esercitazioni nella RSS Bielorussa tra il Dnepr e il suo affluente di destra, Pryp"jat'.
- Dunaj (Дунай, 1968) - invasione della Cecoslovacchia da parte del Patto di Varsavia in occasione della Primavera di Praga,[90]
- Odra — Nisa (Одра — Ниса, 1969) - esercitazione degli eserciti di RDT, Polonia, URSS, Cecoslovacchia su tutto il territorio polacco e sulle coste del Mar Baltico
- Bratstvo po oružiju (Братство по оружию, 1970) - esercitazioni congiunte sul territorio della Repubblica Democratica Tedesca e sulle coste adiacenti al Mar Baltico[91][92]
- Sem' dnej do reki Rejn (Семь дней до реки Рейн, 1979) - simulazione militare segreta per una possibile guerra nucleare provocata dalla NATO in Europa e dalla durata di sette giorni. L'esercitazione non fu avviata in vista della firma dell'accordo SALT II, mentre le carte del piano furono rese pubbliche dalla Repubblica Ceca, Slovacchia, Ungheria e Polonia negli anni novanta e duemila.[93][94][95]
- Zapad-81 (Запад-81, 1981) - esercitazione operativo-strategica delle forze terrestri e della marina del Patto di Varsavia sul territorio dei distretti militari bielorusso, kieviano e del Mar Baltico di URSS e Polonia.[96]
- Ščit-82 (Щит-82, 1982) - esercitazioni sull'intero territorio sovietico e dei Paesi del Patto di Varsavia nell'ambito dell'Operazione RJaN, intento ad ostacolare un possibile primo colpo nucleare da parte degli Stati Uniti d'America.

## Spille e distintivi

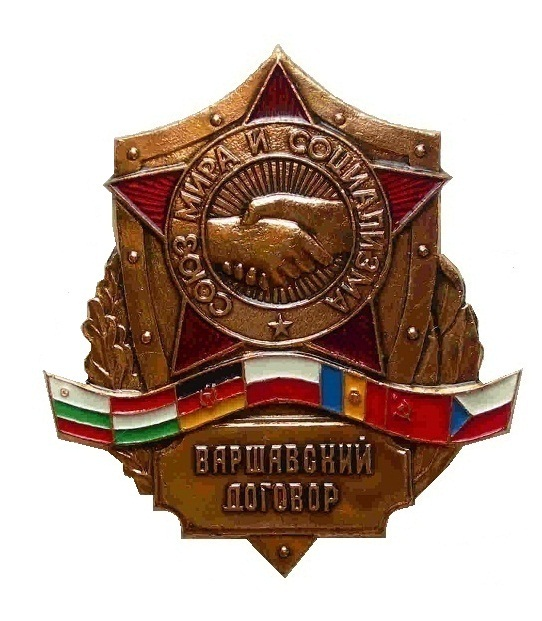
Distintivo del Patto di Varsavia con il motto "Unione della pace e del socialismo" (Союз мира и социализма)
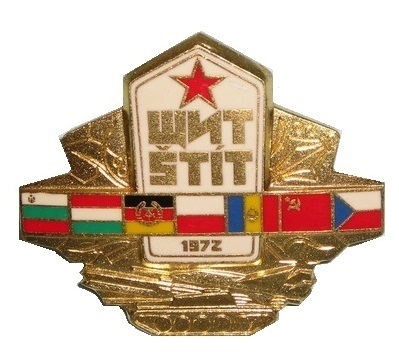
Distintivo per l'esercitazione congiunta Ščit-72.
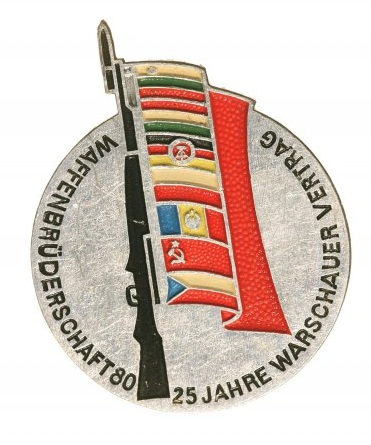
Spilla del 1980 dedicata al 25º anniversario del Patto di Varsavia.
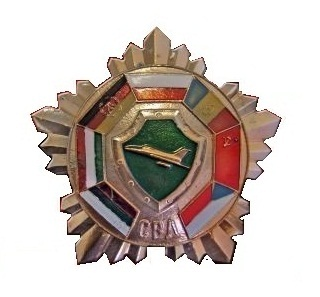
Spilla dedicata alle aeronautiche militari del Patto di Varsavia.
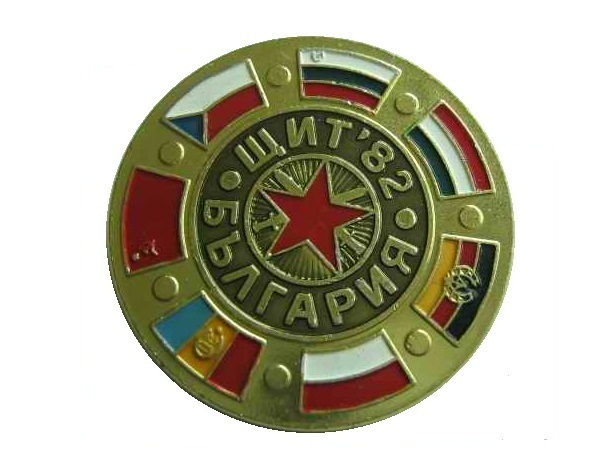
Spilla bulgara dedicata all'esercitazione Ščit-82.
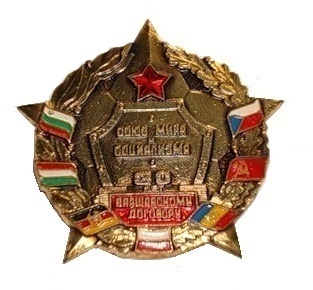
Distintivo del 1985 dedicata al 30º anniversario del Patto di Varsavia.